# Speechless (canción de Michael Jackson)
«Speechless» es una canción del cantante estadounidense Michael Jackson, incluida en su décimo álbum de estudio Invincible (2001). La inspiración para escribir la balada surgió de una guerra de globos de agua con unos niños en Alemania. Jackson colaboró en la producción con músicos como Jeremy Lubbock, Brad Buxer, Novi Novoq, Stuart Bradley y Bruce Swedien. Andraé Crouch y su coro de góspel proporcionaron los acompañamientos vocales. Es una balada perteneciente a los géneros R&B, soul y pop.
Los ejecutivos de la discográfica de Jackson, Epic Records, respondieron positivamente al tema en una presentación preliminar varios meses antes de su lanzamiento. La compañía publicó «Speechless» como un sencillo promocional en junio de 2001. Recibió reseñas variadas de los críticos; algunos la elogiaron como una balada romántica y sublime, además de ser catalogada como la mejor de Invincible y una de las mejores baladas que Jackson había hecho. Sin embargo, otros la calificaron como la más débil del disco y la describieron como «genérica». La película documental-concierto Michael Jackson's This Is It (2009) incluyó una grabación de Jackson interpretando «Speechless». Además, una versión titulada «Speechless – A Tribute to Michael Jackson» fue publicada el 21 de junio de 2010 como conmemoración al primer aniversario de la muerte del cantante.

## Concepción

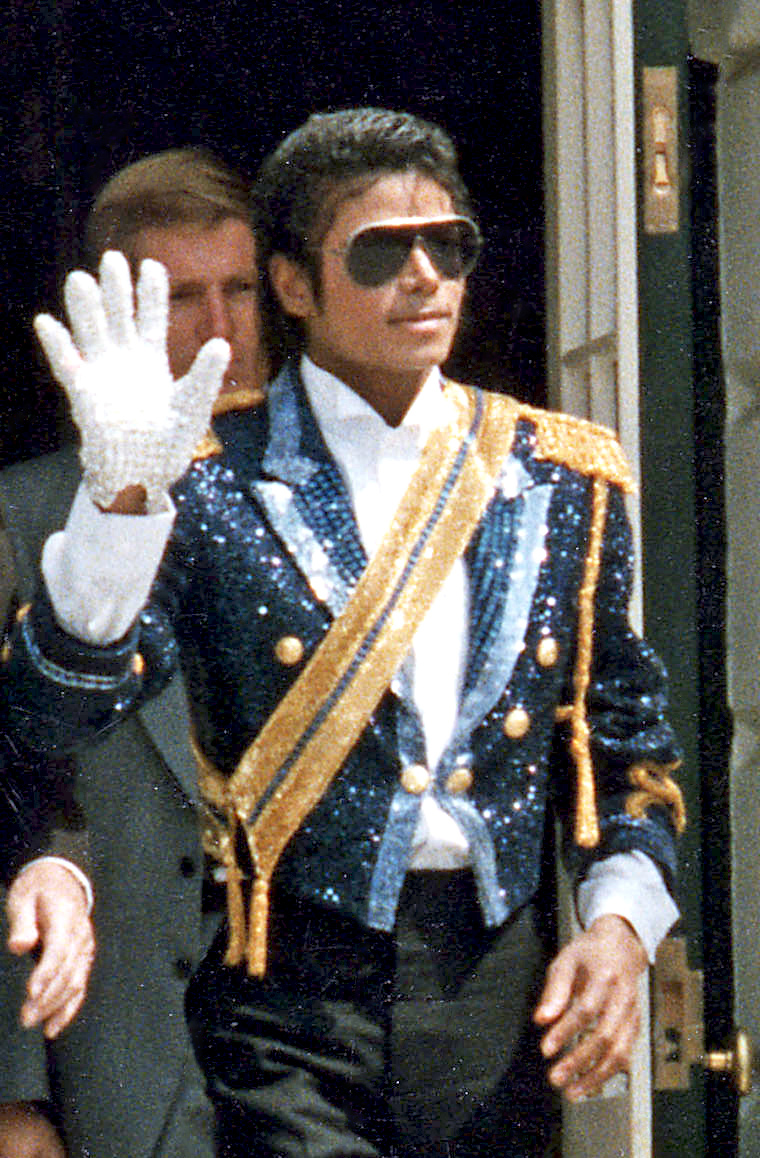
Jackson comentó en la revista Vibe que compuso «Speechless» tras haber jugado con globos de agua con unos niños en Alemania.

Michael Jackson compuso «Speechless» tras haber jugado en una guerra de globos con agua con unos niños en Alemania. Le llevó cuarenta y cinco minutos. En una entrevista con la revista Vibe, comentó: «Me sentía tan feliz después de la pelea que subí al piso de arriba de su casa y escribí "Speechless". La diversión me inspira. No me gusta decir eso, porque es una canción romántica. Pero fue la pelea lo que la hizo posible. Estaba contento, y la escribí en su totalidad allí mismo. Pensé que sería lo suficientemente buena para el álbum [Invincible]. De la felicidad provienen la magia, el asombro y la creatividad».
«Speechless» es la única canción de Invincible, además de «The Lost Children», compuesta en solitario por Jackson. Jeremy Lubbock trabajó con el músico en los arreglos y la dirección de la orquesta. Entre los instrumentistas están Brad Buxer en los teclados y Novi Novoq y Thomas Tally en las violas. Los violinistas son Peter Kent, Gina Kronstadt, Robin Lorentz, Kirstin Fife y John Wittenberg. Cuenta con coros de Andraé Crouch y su coro de góspel, The Andraé Crouch Singers. Boxer y Stuart Brawley editaron digitalmente el tema, mientras que Bruce Swedien realizó las mezclas. Este último comentó posteriormente: «Con Jackson todo constituye un momento destacado, pero la absolutamente magnífica pieza musical llamada "Speechless" fue un acontecimiento verdadero. Michael canta los primeros ocho compases y finaliza la canción a capela. Fue idea suya agregar las partes a capela». «Speechless» fue incluida en la banda sonora y álbum de remezclas Immortal, realizada por el Cirque du Soleil para la gira en homenaje al cantante, Michael Jackson: The Immortal World Tour (2011-13), donde fue utilizada la música del artista.

## Composición

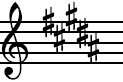
«Speechless» está compuesta en la tonalidad de si mayor.

La letra de «Speechless» trata de quedarse sin habla a causa del amor. Al comienzo de la canción Jackson canta a capela: «Your love is magical, that's how I feel, but I have not the words here to explain» («Tu amor es mágico, así es como lo siento, pero me faltan las palabras para explicarlo»). Según  Rick de Yampert, de The Daytona Beach News-Journal, el artista «cantó dulcemente». El estribillo contiene los versos: «Speechless, speechless, that's how you make me feel. Though I'm with you, I am far away and nothing is for real» («Sin palabras, sin palabras, así es como me haces sentir. Aunque estoy contigo, estoy muy lejos y nada es real»). El tema finaliza con un segundo verso cantado a capela.
«Speechless» es una balada, catalogada como R&B, pop y soul en la partitura publicada en Musicnotes.com por Alfred Music Publishing. La música tiene un compás de 4/4 y un tempo de 80 pulsaciones por minuto. Está compuesta en la tonalidad de si♭ mayor y la parte vocal abarca un registro de fa4 a si5.

## Posproducción y lanzamiento
En junio de 2001, varios meses antes del estreno de Invincible, los ejecutivos del sello discográfico de Epic Records —filial de Sony Music Entertainment— asistieron a una presentación en exclusiva de «Speechless» y varios otros temas: «Unbreakable», «The Lost Children», «Whatever Happens», «Break of Dawn», «Heaven Can Wait» y «Privacy», las cuales aparecen en la lista de títulos de Invincible. Según Roger Friedman, de Fox News, a los ejecutivos que asistieron a la presentación les gustaron las canciones. El presidente de Epic Records, Dave Glew, dijo sobre los temas: «Es maravilloso y sorprendente. Michael canta mejor que nunca.», para añadir después: «¡Las baladas! Las baladas son hermosas, y todas están allí reunidas». Thomas D. Mottola, el presidente de Sony Music International, comentó: «Michael continúa creciendo como artista y ha creado, junto a un increíble grupo de autores y productores, un trabajo destinado a tener su sitio entre las más grandes grabaciones de la historia del Pop. Todos los amantes de la música alrededor del mundo se sorprenderán y disfrutarán con el poder y brillantez que destila Invincible. Encontraremos una amalgama de estilos que van del pop al rap, pasando por el hip hop, el R&B, las baladas y el rock. Como cantante, compositor, productor, arreglista y músico, Michael Jackson es uno de los grandes talentos que más ha influido en numerosos artistas a través de la historia de la música grabada. El lanzamiento de su nuevo disco es un acontecimiento global». La discográfica publicó «Speechless» como un sencillo promocional en el año 2001. El lado B era la versión remezclada de «You Rock My World», con el rapero Jay-Z. Algunos meses después de la muerte de Jackson, un clip en el que interpretaba «Speechless» se incluyó en Michael Jackson's This Is It, la exitosa película documentando los ensayos del cantante para su serie de conciertos en Londres.

## Respuesta crítica
«Speechless» recibió críticas variadas de los periodistas musicales. Craig Seymour de The Buffalo News opinó que era el único tema del álbum en el que Jackson retomaba con éxito su pasado. Afirmó que era una reminiscencia del éxito de ventas «You Are Not Alone» (1995), por el parecido con las composiciones de R. Kelly, quien escribió este éxito número uno. Escribiendo para el Chicago Sun-Times, Jim DeRogatis lo calificó como una «balada romántica sincera, hermosa en su minimalismo». J. Randy Taraborrelli, en su libro The Magic and the Madness, sostuvo que era «sublime». El periodista Roger Catlin señaló que la canción se inclinaba hacia el «neo-góspel». El New York Post comentó que era «como una canción de cuna» y la mejor de Invincible, y Jon Pareles de The New York Times elogió «los largos versos y la suave fluidez de los coros mezclados de la balada», que, según el periodista, podría haber sido «una canción de amor a Dios».
El crítico de música pop Robert Hilburn describió a «Speechless» y a «Butterflies», del mismo álbum, como «tan lamentablemente genéricas como sus títulos». Ben Rayner del Toronto Star manifestó que las secciones a capela hacían desear que Jackson no pudiera emitir sonido alguno de verdad. El escritor Dustin J. Seibert del Michigan Diary escribió que era un «ejemplo brillante de lo que sucede cuando "el hombre del guante" sobrepasa sus límites y escribe idioteces melosas que deben reservarse para un cambiador de CD en algún parvulario». El Fort Worth Star-Telegram lo calificó como uno de los temas más débiles de Invincible. Thor Christensen de The Dallas Morning News dijo que «Speechless» fue «producida por el Sr. Jackson en un estilo ampuloso a la Céline Dion». Añadió que, cuando Jackson acababa la canción abrumado por la emoción, evocaba un paralelismo con la oda a una rata de 1972 «Ben».
Vaughn Watson de The Providence Journal la aclamó como «la mejor canción de Invincible y una de las mejores de cualquier álbum de Jackson». Añadió que con la canción, el cantante reconocía el dolor que acompaña al aislamiento. En una reseña de Invincible, The Wichita Eagle declaró que «Speechless», «Don't Walk Away» y «Cry» formaban parte de las «baladas sinceras» en las que Jackson destacaba. Ada Anderson de The Ball State Daily News expresó la opinión de que «Speechless» se convertiría en una canción popular, y los escritores para el South Florida Sun-Sentinel afirmaron que «llevaría tiempo acostumbrase a la balada». El semanario NME comentó que «"Speechless" es la primera melodía realmente grandiosa en el álbum. Aunque posiblemente resulte un poco azucarada para algunos gustos, al menos tiene un estribillo indudablemente fuerte. También está interpretada exquisitamente, con un buen cambio de acorde al final. ¿Un vistazo de lo que pudo haber sido antes de que los ejércitos de producción atacaran?». Ron Rollins de Dayton Daily News la describió como una «canción de amor bonita». El crítico de música Kevin C. Johnson pensó que era «una de las típicas baladas susurrantes de Jackson que se agranda a medida que avanza». Un periodista de The Olimpian declaró que la canción era «magnífica».

## Lista de canciones
| Sencillo en CD promocional |                                                     |          |  |
| N.º                        | Título                                              | Duración |  |
| 1.                         | «Speechless»                                        | 3:18     |  |
| 2.                         | «You Rock My World» (Track Masters Mix (con Jay-Z)) | 3:28     |  |

## Personal
- Compuesto, producido y voz: Michael Jackson
- Orquesta arreglada y dirigida por Michael Jackson y Jeremy Lubbock
- Teclados  por Brad Buxer
- Viola: Novi Novoq y Thomas Tally
- Violín: Peter Kent, Gina Kronstadt, Robin Lorentz, Kirstin Fife y John Wittenberg

Créditos adaptados a partir de las notas de Invincible.

## Versión del elencoThriller – Live
El 21 de junio de 2010, seis intérpretes del espectáculo del West End de Londres, Thriller – Live, publicaron «Speechless» como un sencillo con el nombre oficial de «Speechless – A Tribute to Michael Jackson», para conmemorar el primer aniversario de la muerte de Jackson. Adrian Grant, quien se encargó de la producción ejecutiva, comentó que eligieron «Speechless» porque se trata de una canción «celestial que muestra las habilidades vocales de Jackson. Una vez me dijo [Jackson] "me gusta que haya cierta profundidad en las letras, al mismo tiempo que una sencillez melódica que permita que todo el mundo pueda cantarla"». Concluyó afirmando que  tiene un gran sentimiento tras de sí, «ahora refleja perfectamente las emociones que uno siente cuando se da cuenta de que Michael se ha ido realmente. Muchos de estos sentimientos son de pena, pero también de la alegría que dejó al mundo en los momentos en los que celebramos su vida». Todas las ganancias de la grabación fueron donadas a la caridad War Child.

### Lista de canciones
| Descarga digital |                                                                    |          |  |
| N.º              | Título                                                             | Duración |  |
| 1.               | «Speechless (A Tribute to Michael Jackson)» (Versión del sencillo) | 4:25     |  |